# Esther Palomera
María Esther López Palomera (Madrid, 30 de enero de 1968), más conocida como Esther Palomera o Esther L. Palomera, es una periodista española.

## Biografía
Licenciada en Ciencias de la Información en Periodismo por la Facultad de Ciencias de la Información (Universidad Complutense de Madrid), comenzó su carrera profesional en ABC en 1990 como informadora política de la sección de Madrid hasta que en 1994 asumió la jefatura de la sección de Sanidad. 
En 1998 participó en la fundación del periódico La Razón como redactora jefe de la Sección de Madrid. En 1996 fue galardonada con el Premio Luis de Azúa de Periodismo sanitario. En el año 2000 fue nombrada adjunta a la dirección de ese diario.
Cronista parlamentaria de La Razón y encargada de la información parlamentaria y del PSOE, fue despedida del diario en abril de 2014, según algunas fuentes por ser crítica con el Gobierno de Mariano Rajoy. El director del periódico Francisco Marhuenda lo justificó como «una cuestión organizativa», mientras que el comité de empresa lo consideró una purga política. Se incorporó en mayo de 2014 como analista al medio digital El Huffington Post donde se estrenó con un artículo titulado «¡Basta de silencios!».
En septiembre de 2019 se anunció su nombramiento como adjunta al director en ElDiario.es.
En marzo de 2024, se hizo pública una conversación por Whatsapp que mantuvo con Miguel Ángel Rodríguez, director de gabinete de la presidenta de la Comunidad de Madrid Isabel Díaz Ayuso, en relación con las investigaciones que ElDiario.es realizó de un presunto fraude fiscal por parte de Alberto González Amador, pareja de Ayuso, y que Palomera denunció como amenaza al medio periodístico para el cual trabaja.
Su hijo, Jorge Pastrano, ha sido secretario general de las Juventudes Socialistas de Rivas-Vaciamadrid.

## Trayectoria en televisión y radio
- 59 segundos (2004-2012) en La 1.
- Los desayunos de TVE (2008-2012; 2018-2020) en La 1.
- Al rojo vivo (2011-2014) en La Sexta.
- El programa de Ana Rosa (2011-presente) en Telecinco.
- El debate de La 1 (2012-2018) en La 1.
- El gran debate (2012-2013) en Telecinco.
- Las tardes de Cuatro (2012) en Cuatro.
- Las mañanas de Cuatro (2014-2018) en Cuatro.
- Ya es mediodía en Telecinco.
- Hoy por hoy en la Cadena SER (2014-2019).
- Hora 25 en la Cadena SER (2019-presente).
- La noche en 24 horas en el Canal 24 horas.